# Севен Оукс (Тексас)
Севен Оукс (енгл. Seven Oaks) град је у америчкој савезној држави Тексас. По попису становништва из 2010. у њему је живело 111 становника.

## Демографија
Према попису становништва из 2010. у граду је живело 111 становника, што је 20 (15,3%) становника мање него 2000. године.
| Група             | 2000.      | 2010.      |
| Белци             | 30 (22,9%) | 29 (26,1%) |
| Афроамериканци    | 76 (58,0%) | 77 (69,4%) |
| Азијати           | 7 (5,3%)   | 0 (0,0%)   |
| Хиспаноамериканци | 17 (13,0%) | 1 (0,9%)   |
| Укупно            | 131        | 111        |